# Anabelle Smith
Anabelle Smith (Melbourne, 3 de febrero de 1993) es una deportista australiana que compite en saltos de trampolín.
Participó en tres Juegos Olímpicos de Verano, entre los años 2012 y 2020, obteniendo una medalla de bronce en Río de Janeiro 2016, en la prueba sincronizada (junto con Maddison Keeney).
Ganó tres medallas en el Campeonato Mundial de Natación entre los años 2011 y 2024.

## Palmarés internacional
| Juegos Olímpicos   | Juegos Olímpicos        | Juegos Olímpicos  | Juegos Olímpicos     |
| Año                | Lugar                   | Medalla           | Prueba               |
| ------------------ | ----------------------- | ----------------- | -------------------- |
| 2016               | Río de Janeiro (Brasil) | Medalla de bronce | Trampolín 3 m sincro |
| Campeonato Mundial |                         |                   |                      |
| Año                | Lugar                   | Medalla           | Prueba               |
| 2011               | Shanghái (China)        | Medalla de bronce | Trampolín 3 m sincro |
| 2022               | Budapest (Hungría)      | Medalla de bronce | Trampolín 3 m sincro |
| 2024               | Doha (Catar)            | Medalla de plata  | Trampolín 3 m sincro |